# Barend Servet

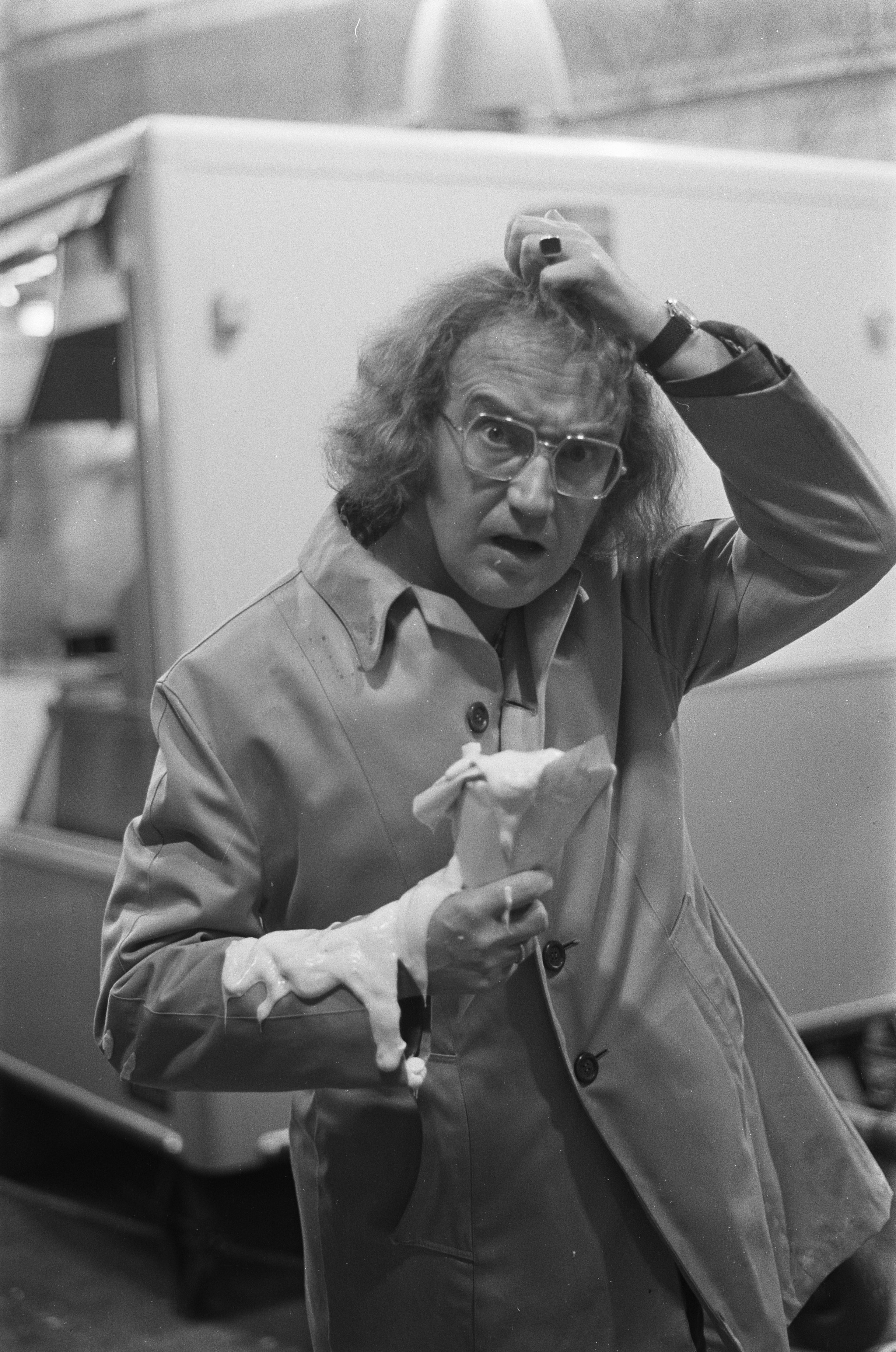
Barend Servet tijdens opnames van "Barend is weer bezig!"

Barend Servet is een personage uit verschillende televisieprogramma's, bedacht, geschreven, samengesteld en geregisseerd door Wim van der Linden, Wim T. Schippers, Gied Jaspars en Ruud van Hemert. Het is een rol van acteur IJf Blokker.

## Absurdistisch karakter
Het personage Barend Servet is onlosmakelijk verbonden met Fred Haché (gespeeld door Harry Touw) en Sjef van Oekel (Dolf Brouwers). De programma's met Haché en Servet veroorzaakten nogal wat ophef door blote danseressen en andere figuranten, waaronder een blote man die wel een trui en sokken maar geen broek droeg, gevloek, in de hondenpoep trappen en absurde humor. De kijkers waren verdeeld in twee kampen: voor of tegen. Vanaf de derde aflevering werd het personage Sjef van Oekel toegevoegd.
Bekende uitspraken van Barend Servet (meestal gestoken in een keurig maar knalgeel kostuum, in de eerste aflevering had hij echter een bruin jasje en in de vierde aflevering een knalgroen jasje aan) waren: "Pollens", "Ik word een peu nerveu", "Verdomd interessant, maar gaat u verder..." en "Als het ware". Servet was eerst de 'aangever' van Fred Haché in De Fred Haché Show. Later kreeg hij de hoofdrol in Barend is weer bezig, om in latere programma's weer meer naar de achtergrond te verdwijnen.

## Majesteitelijk spruitjesdrama
Op 14 december 1972 werd een geruchtmakende scène uitgezonden, waarin Barend Servet als journalist samen met Ria (een van de dames RiMiCo) een dame interviewde gespeeld door Truus Gesink die sprekend leek op de toenmalige koningin Juliana en deze rol ook duidelijk speelde: hij sprak haar aan met Majesteit en vroeg allerlei zaken over het koningin zijn, terwijl de pseudokoningin in een voorname kamer zat en bezig was spruitjes schoon te maken ("want de gewone volksmensen doen dat ook, en ik vind het gewoon leuk om te doen" aldus de pseudokoningin, maar ze aten ze niet en gooiden ze weg of gaven ze aan een kindertehuis). De lakei sprak ze aan met ober en bestelde bij hem sherry, drie bier en een jonge klare. Toen Barend Servet vroeg aan welke kant ze zou staan als de revolutie uitbrak en een republiek werd gevestigd, zei ze verontwaardigd "U kunt gaan". Dit leidde onder het kabinet-Biesheuvel II tot Kamervragen en bijna was de VPRO zendtijd afgenomen door de toenmalige minister van Cultuur, Recreatie en Maatschappelijk Werk Piet Engels. Het bleef echter beperkt tot een berisping voor de VPRO.
Schippers wilde de scené met de spruitjes schoonmakende koningin zo echt mogelijk laten lijken. In een vraaggesprek met Philip Freriks, uitgezonden op 12 augustus 2024, vertelde Schippers dat er tijdens de opnames helemaal geen spruitjes te koop waren. Hij was al bezig om druiven van de rekwisietenafdeling te verven zodat ze op spruitjes leken, want het mochten beslist geen sperziebonen zijn. Toen kwam producer Ellen Jens echter ineens met een bak spruitjes aanzetten.
De uitzending van 14 december was bijna niet doorgegaan. Een deel van de opnamen werd samen met het draaiboek van de show gestolen. Ze lagen in de auto van 'scriptgirl' Ellen Jens, die op vier december van de Amsterdamse Raamgracht verdween. De opnames overdoen was geen optie, omdat een aantal meewerkende stripteasedanseressen voor werk naar West-Duitsland waren vertrokken. Gelukkig werd Jens' Fiat teruggevonden in de Spaarndammerbuurt, al was de inhoud ervan in een puinhoop veranderd, en kon de montage op tijd worden afgerond.

## Uitgezonden shows en multimedia
In totaal zijn er maar vijf shows geweest. In 1974-75 kwam Van Oekel's Discohoek op de tv, waarin Barend Servet ook voorkwam, echter nu als bijpersonage. In 1976 in de Ondergang van de Onan was Barend Servet als steward voor het laatst te zien.
- De huwelijksadvertentie (uitgezonden 23 november 1972, lengte 56 minuten)
- Barend blijft aan de gang (14 december 1972, 56 minuten)
- Huldiging van onze held (25 januari 1973, 58 minuten)
- Barend in België (29 maart 1973, 98 minuten)
- Waar heb dat nou voor nodig; uitgezonden als kerstspecial, maar wel in Wim T. Schippers-stijl (27 december 1973, 76 minuten)

In de reeks Wim T. Schippers' televisiepraktijken sinds 1962 verscheen in 2008 een CD box met begeleidend boekje "Barend is weer bezig!" waarop alle afleveringen staan.
Af en toe zong Barend Servet ook tussen de scènes door. In februari 1973 kwam het nummer "Waar moet dat heen?" tot een achttiende plaats in de Veronica Top 40 en een zestiende plaats in de Daverende 30 op Hilversum 3. Ruim een jaar later reikte "Hoe kan dat nou?" tot de Tipparade en de Nationale Tip 20. Een ander nummer was "Pollens, wat een heisa".
Op 15 november 2007 nam IJf Blokker in het Noordbrabants Museum de zojuist uitgekomen dvd-box van De Fred Haché Show in ontvangst.